# Regio Groningen-Assen

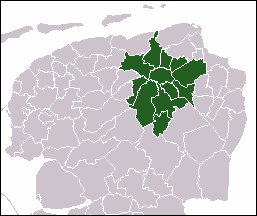
Els municipis participants a la Regio Groningen-Assen.

Regio Groningen-Assen és una col·laboració dels governs a la regió al voltant de Groningen i Assen. La visió d'aquesta col·laboració es diu Regiovisie. És una visió de desenvolupament urbanístic a llarg terme, on les províncies i municipis miren més lluny que les seves fronteres administratives i col·laboren per crear oportunitats per bons desenvolupaments a la zona d'aquesta regió (una bona feina, una bona educació, bones instal·lacions i habitatges accessibles). La base de la Regiovisie és que les ciutats no poden funcionar sense la regió del seu voltant, però la regió tampoc sense les ciutats. La col·laboració es va fundar l'any 1996.

## Participants
A part de les províncies de Drenthe i Groningen, els municipis següents també participen: 
| Municipi            | Habitants l'1 de gener de 2015 |
| ------------------- | ------------------------------ |
| Assen               | 67.153                         |
| Bedum               | 10.430                         |
| Groningen           | 200.453                        |
| Haren               | 18.913                         |
| Hoogezand-Sappemeer | 34.333                         |
| Leek                | 19.489                         |
| Noordenveld         | 31.150                         |
| Slochteren          | 15.578                         |
| Ten Boer            | 7.454                          |
| Tynaarlo            | 32.582                         |
| Winsum              | 13.774                         |
| Zuidhorn            | 18.730                         |
| Total               | 469.839                        |